# Norsk Bridgeforbund
Der Norsk Bridgeforbund (kurz NBF) ist der nationale Bridgeverband von Norwegen mit Sitz beim Ullevaal-Stadion in Oslo. Der 1932 aus drei Vereinen gegründete Verband ist Mitglied im Norsk Tankesportforbund und in der World Bridge Federation. Seine Präsidentin ist seit 2018 Kari-Anne Opsal. Die Vizepräsidentin ist Åse Langeland.

## Organisation

### Vorstand
- Präsident: Kari-Anne Opsal
- Vizepräsident: Åse Langeland
- Generalsekretär: Allan Livgård

## Administration
| Präsidenten          | von  | bis  |
| -------------------- | ---- | ---- |
| Anton Midsem         | 1932 | 1934 |
| Johannes Brun        | 1934 | 1937 |
| Oluf Aall            | 1937 | 1939 |
| Wilhelm Schibbye     | 1939 | 1945 |
| Niels Marius Nielsen | 1945 | 1950 |
| Karl Fr. Dawes       | 1950 | 1954 |
| Ranik Halle          | 1954 | 1964 |
| Bjørn Larsen         | 1964 | 1967 |
| Ambjørg Amundsen     | 1967 | 1971 |
| Baard Baardsen       | 1971 | 1975 |
| Knut Koppang         | 1975 | 1977 |
| Bjørn Larsen         | 1977 | 1979 |
| Finn Søderstrøm      | 1979 | 1981 |
| Ole Smestad          | 1981 | 1983 |
| Arild H. Johansen    | 1983 | 1987 |
| Hans Jørgen Bakke    | 1987 | 1988 |
| Jakob Madsen         | 1988 | 1991 |
| Per Bryde Sundseth   | 1991 | 1993 |
| Arild H. Johansen    | 1993 | 1995 |
| Helge Stanghelle     | 1995 | 1996 |
| Jan Aasen            | 1996 | 2004 |
| Helge Stanghelle     | 2004 | 2008 |
| Jan Aasen            | 2008 | 2014 |
| Jostein Sørvoll      | 2014 | 2018 |
| Kari-Anne Opsal      | 2018 |      |